# サテライト (アニメ制作会社)
株式会社サテライト（英: SATELIGHT Inc.）は、日本のアニメ制作会社。日本動画協会正会員。
社名のSATELIGHTはSapporo（札幌）、Animate、Technology、Entertainmentのそれぞれの頭文字を組み合わせたもの。設立当初からデジタルアニメーション制作に特化した制作会社である。

## 沿革
前身はソフトウェア開発を行うビー・ユー・ジー（北海道札幌市）の関連会社、バイスのサテライト事業部である。1993年、ビー・ユー・ジーはグループ・タックと共同で世界初の全編CGアニメーションによる連続テレビシリーズ『ビット・ザ・キューピッド』を制作開始。制作にあたりアニメーション監督の前田庸生を迎え、サテライト事業部はデジタルパートを担当した。
1995年12月、『ビット・ザ・キューピッド』の成功によりサテライト事業部はバイスより独立。「株式会社サテライト」として発足した。代表取締役の佐藤道明はビー・ユー・ジーの経理出身で、イラストレーターの佐藤道明とは同姓同名の別人である。
1996年、グループ・タックの依頼で『イーハトーブ幻想〜KENjIの春』のCG制作を担当。アニメーション制作への本格参入にあたり、1998年に東京都杉並区に制作スタジオを設立した。
2001年9月、ビー・ユー・ジー傘下より独立。リンクキューブ社が資本参加し、同社CEOの内田善之がサテライト会長に就任した。同年に初の元請制作作品として、『イーハトーブ幻想〜KENjIの春』で監督を務めた河森正治による『地球少女アルジュナ』を制作。河森は2003年に同社の取締役に就任し、「マクロスシリーズ」や「アクエリオンシリーズ」などを制作する。
2006年8月、本社を北海道札幌市から東京都杉並区阿佐谷南へ移転。遊技機製造大手のSANKYOと資本提携し系列化に入る。代表作は上記の河森が関わった『CRフィーバー創聖のアクエリオン』など、パチンコ機種の演出映像制作、また音楽集団Elements Gardenの上松範康とワイルドアームズシリーズの金子彰史が関わった「CRフィーバー戦姫絶唱シンフォギアシリーズ」パチンコやパチスロのタイアップを行った。
2007年、旧札幌本社のスタッフがDebris札幌を設立。2008年に大阪スタジオ及び第二スタジオ（東京）の一部スタッフが分社独立しGoHandsを、第一スタジオ（東京）の一部スタッフが分社独立しエイトビットをそれぞれ設立した。
2014年より阿佐ヶ谷アニメストリートに開店したアニメコラボカフェ「SHIROBACO」をプロデュースしていたが、2019年1月20日に閉店した。
2019年6月に設立されたスタジオKAIに「戦姫絶唱シンフォギアシリーズ」のアニメーションプロデューサー、キャラクターデザイン、総作画監督、作画監督陣などプロデューサー、主要アニメーター陣が移籍した。そのため、2020年9月に公開された『戦姫絶唱シンフォギアXD UNLIMITED』のOPアニメーション制作はスタジオKAIが請け負っている。
2020年6月、SANKYOとの資本提携を解消。同年7月、中国のIT企業であるNetEaseとの資本業務提携を開始。同年11月、本社と制作スタジオを東京都杉並区阿佐谷北へ移転。
新型コロナウイルス感染症の影響で2021年10月に作品公開のタイミングが重なり、10月7日にテレビアニメ『サクガン』が放送スタート、8日に映画『劇場版マクロスΔ 絶対LIVE!!!!!!』と『宇宙戦艦ヤマト2205 新たなる旅立ち』が封切りとなる。
2022年11月、音響制作会社のダックスプロダクションと共同で音響スタジオ「株式会社Studio Sound Bee」を設立。

## 受賞歴
- 1996年12月 - サテライトが第1回アニメーション神戸神戸賞を受賞[8][9]
- 2004年3月 - 『マクロス ゼロ』が東京アニメアワードにてOVA部門優秀作品賞を受賞
- 2008年10月 - 『マクロスF』が第23回デジタルコンテンツグランプリにてコンテンツ制作スタッフ賞を受賞
- 2009年
  - 3月 - 『マクロスF』が第8回東京アニメアワードにてテレビ部門の優秀作品賞を受賞
  - 7月 - 『マクロスF』が第40回星雲賞メディア部門を受賞
- 2011年
  - 7月 - 『劇場版マクロスF〜サヨナラノツバサ〜』が第16回アニメーション神戸賞にて作品賞（劇場部門）を受賞[10]
  - 10月 - 『劇場版マクロスF〜サヨナラノツバサ〜』がニュータイプアニメアワード2011にてアニメ映画作品部門賞を受賞
- 2012年10月 - 『モーレツ宇宙海賊』がニュータイプアニメアワード2012にてメカデザイン賞を受賞
- 2013年7月 - 『モーレツ宇宙海賊』が第44回星雲賞メディア部門を受賞。

## 作品履歴

### テレビアニメ
| 開始年 | 放送期間         | タイトル                                                    | 監督                    | アニメーション プロデューサー   | 備考                                       |
| ------ | ---------------- | ----------------------------------------------------------- | ----------------------- | ------------------------------- | ------------------------------------------ |
| 2001年 | 1月 - 3月        | 地球少女アルジュナ                                          | 河森正治                | 佐藤道明                        |                                            |
| 2001年 | 4月 - 6月        | ジーンシャフト                                              | 赤根和樹                | 秋山浩之                        | 共同制作：スタジオガゼル                   |
| 2002年 | 10月 - 2003年3月 | ヒートガイジェイ                                            | 赤根和樹                | 富岡哲也                        |                                            |
| 2005年 | 4月 - 9月        | 創聖のアクエリオン                                          | 河森正治                | 葛西励                          |                                            |
| 2005年 | 10月 - 2006年3月 | ノエイン もうひとりの君へ                                   | 赤根和樹                | 葛西励                          |                                            |
| 2006年 | 4月 - 9月        | ガラスの艦隊                                                | 大原実                  | 兼坂勝利                        | 共同制作：GONZO                            |
| 2006年 | 7月 - 9月        | 恋する天使アンジェリーク 〜心のめざめる時〜                 | 工藤進                  | N/A                             |                                            |
| 2006年 | 10月 - 12月      | ギャラクシーエンジェる〜ん                                  | 岸誠二                  | 兼坂勝利                        |                                            |
| 2007年 | 1月 - 3月        | 恋する天使アンジェリーク 〜かがやきの明日〜                 | 工藤進                  | 岸本鈴吾                        |                                            |
| 2007年 | 4月 - 9月        | かみちゃまかりん                                            | 安濃高志                | 兼坂勝利                        |                                            |
| 2007年 | 4月 - 9月        | キスダム -ENGAGE planet-                                    | 長岡康史 →佐藤英一      | N/A                             |                                            |
| 2007年 | 10月 - 2008年9月 | しゅごキャラ!                                               | 安田賢司                | 岸本鈴吾                        |                                            |
| 2008年 | 4月 - 9月        | マクロスF                                                   | 河森正治（総） 菊地康仁 | 葛西励                          |                                            |
| 2008年 | 10月 - 12月      | 北斗の拳 ラオウ外伝 天の覇王                                | 阿部雅司                | 宮下幹浩 黒木健一 青木龍夫      |                                            |
| 2008年 | 10月 - 2009年9月 | しゅごキャラ!!どきっ                                        | 安田賢司                | 金子文雄                        |                                            |
| 2009年 | 4月 - 9月        | グイン・サーガ                                              | 若林厚史                | 川人憲治郎                      |                                            |
| 2009年 | 4月 - 10月       | バスカッシュ!                                               | 板垣伸 佐藤英一         | N/A                             |                                            |
| 2009年 | 10月 - 2013年3月 | FAIRY TAIL                                                  | 石平信司                | 川人憲治郎 中山浩太郎           | 共同制作：A-1 Pictures                     |
| 2009年 | 10月 - 2010年3月 | キディ・ガーランド                                          | 後藤圭二                | 金子文雄                        |                                            |
| 2009年 | 10月 - 2010年9月 | あにゃまる探偵 キルミンずぅ                                 | 増井壮一                | 中島伸治 島村和明 Young Jim Kin | 共同制作：JM ANIMATION                     |
| 2009年 | 10月 - 2010年3月 | しゅごキャラ!!! どっきどき                                  | 安田賢司（総） 伊藤達文 | N/A                             |                                            |
| 2011年 | 7月 - 9月        | 異国迷路のクロワーゼ The Animation                          | 安田賢司                | 金子文雄                        |                                            |
| 2012年 | 1月 - 6月        | アクエリオンEVOL                                            | 河森正治（総） 山本裕介 | 葛西励 高橋なおみ               | 共同制作：エイトビット                     |
| 2012年 | 1月 - 3月        | 戦姫絶唱シンフォギア                                        | 伊藤達文                | 金子文雄                        | アニメーション企画：エンカレッジフィルムズ |
| 2012年 | 1月 - 6月        | モーレツ宇宙海賊                                            | 佐藤竜雄                | 金子文雄                        |                                            |
| 2012年 | 4月 - 7月        | AKB0048                                                     | 河森正治（総） 平池芳正 | 金子文雄                        |                                            |
| 2012年 | 7月 - 12月       | トータル・イクリプス                                        | 稲垣隆行 →安藤正臣      | 山本俊一                        | 共同制作：ixtl                             |
| 2013年 | 1月 - 3月        | AKB0048 next stage                                          | 河森正治（総） 平池芳正 | 金子文雄                        |                                            |
| 2013年 | 4月 - 7月        | アラタカンガタリ〜革神語〜                                  | 安田賢司                | 山本俊一 Choi Jae Hyuk          | 共同制作：JM ANIMATION                     |
| 2013年 | 7月 - 9月        | 戦姫絶唱シンフォギアG                                       | 小野勝巳                | 金子文雄 濱本悠光               |                                            |
| 2013年 | 10月 - 2014年3月 | ログ・ホライズン                                            | 石平信司                | 金子文雄 宮本秀晃               |                                            |
| 2013年 | 10月 - 12月      | WHITE ALBUM2                                                | 安藤正臣                | 金子文雄 濱本悠光               |                                            |
| 2014年 | 1月 - 6月        | ノブナガ・ザ・フール                                        | 佐藤英一                | 金子文雄 江口浩平               |                                            |
| 2014年 | 4月 - 9月        | M3〜ソノ黒キ鋼〜                                            | 佐藤順一                | 金子文雄                        | 共同制作：C2C                              |
| 2014年 | 10月 - 12月      | 魔弾の王と戦姫                                              | 佐藤竜雄                | 金子文雄                        |                                            |
| 2015年 | 4月 - 7月        | 長門有希ちゃんの消失                                        | 和田純一                | 金子文雄 江口浩平               |                                            |
| 2015年 | 7月 - 9月        | 戦姫絶唱シンフォギアGX                                      | 小野勝巳                | 金子文雄 平野強                 |                                            |
| 2015年 | 7月 - 12月       | アクエリオンロゴス                                          | 佐藤英一                | 渡部雄介 山田良輔               | 共同制作：C2C                              |
| 2016年 | 4月 - 9月        | マクロスΔ                                                   | 河森正治（総） 安田賢司 | 江口浩平                        |                                            |
| 2016年 | 4月 - 6月        | ラグナストライクエンジェルズ                                | 和田純一                | 金子文雄 平野強                 |                                            |
| 2016年 | 7月 - 9月        | スカーレッドライダーゼクス                                  | 小森秀人                | 石田健二郎                      |                                            |
| 2016年 | 10月 - 12月      | ナンバカ                                                    | 高松信司                | 平野強                          |                                            |
| 2017年 | 4月 - 6月        | 終末なにしてますか? 忙しいですか? 救ってもらっていいですか? | 和田純一                | 金子文雄 山田良輔               | 共同制作：C2C                              |
| 2017年 | 7月 - 10月       | 戦姫絶唱シンフォギアAXZ                                     | 小野勝巳                | 金子文雄 篠笥和也               |                                            |
| 2018年 | 1月 - 3月        | 博多豚骨ラーメンズ                                          | 安田賢司                | 金子文雄                        |                                            |
| 2018年 | 4月 - 9月        | 重神機パンドーラ                                            | 河森正治（総） 佐藤英一 | 八田正宣 篠笥和也               |                                            |
| 2018年 | 4月 - 6月        | Caligula -カリギュラ-                                       | 和田純一                | 平野強                          |                                            |
| 2019年 | 1月 - 3月        | ガーリー・エアフォース                                      | 小野勝巳                | 村元修身                        |                                            |
| 2019年 | 7月 - 9月        | 戦姫絶唱シンフォギアXV                                      | 小野勝巳                | 金子文雄 篠笥和也               |                                            |
| 2020年 | 1月 - 3月        | ソマリと森の神様                                            | 安田賢司                | 八田正宣 村元修身               | 共同制作：HORNETS                          |
| 2021年 | 10月 - 12月      | サクガン                                                    | 和田純一                | 高野健一                        |                                            |
| 2022年 | 7月 - 9月        | 黒の召喚士                                                  | 平池芳正                | 村元修身                        |                                            |
| 2023年 | 4月 - 6月        | 六道の悪女たち                                              | 齊藤啓也                | 陣内元嗣                        |                                            |
| 2023年 | 7月 - 12月       | Helck                                                       | 佐藤竜雄                | 高野健一                        |                                            |
| 2024年 | 1月 - 3月        | 30歳まで童貞だと魔法使いになれるらしい                      | 奥田佳子                | 岸田美紀                        |                                            |
| 2024年 | 7月 - 12月       | 多数欠                                                      | 佐藤竜雄                | 高野健一                        |                                            |
| 2024年 | 10月 - 2025年3月 | 妖怪学校の先生はじめました!                                 | 小野勝巳                | 陣内元嗣                        |                                            |
| 2025年 | 1月 - 3月        | Übel Blatt〜ユーベルブラット〜                              | 直谷たかし              | 植田慎也                        | 共同制作：Staple Entertainment             |
| 2025年 | 1月 - 3月        | 戦隊レッド 異世界で冒険者になる                             | 川口敬一郎              | 畑秀明                          |                                            |
| 2025年 | 1月 - 3月        | 想星のアクエリオン Myth of Emotions                         | 糸曽賢志                | 畑秀明                          |                                            |

### 劇場アニメ
| 公開年 | タイトル                                          | 監督                    | アニメーション プロデューサー | 備考                                     |
| ------ | ------------------------------------------------- | ----------------------- | ----------------------------- | ---------------------------------------- |
| 2009年 | 劇場版 マクロスF 虚空歌姫〜イツワリノウタヒメ〜   | 河森正治                | 葛西励                        | 共同制作：エイトビット                   |
| 2011年 | 劇場版 マクロスF 恋離飛翼〜サヨナラノツバサ〜     | 河森正治                | 橋本太知 堀裕治               |                                          |
| 2012年 | マクロスFB7 銀河流魂 オレノウタヲキケ!            | アミノテツロー          | N/A                           |                                          |
| 2014年 | モーレツ宇宙海賊 ABYSS OF HYPERSPACE -亜空の深淵- | 佐藤竜雄                | 金子文雄                      |                                          |
| 2018年 | 劇場版マクロスΔ 激情のワルキューレ                | 河森正治                | N/A                           |                                          |
| 2019年 | 劇場版 誰ガ為のアルケミスト                       | 河森正治（総） 高橋正典 | N/A                           |                                          |
| 2021年 | 劇場版マクロスΔ 絶対LIVE!!!!!!                    | 河森正治                | 村元修身                      |                                          |
| 2021年 | 劇場短編マクロスF 〜時の迷宮〜                    | 河森正治                | N/A                           |                                          |
| 2021年 | 宇宙戦艦ヤマト2205 新たなる旅立ち                 | 安田賢司                | 植田慎也                      | 制作メイン：ステイプルエンタテインメント |

### OVA
| 発売年 | タイトル                                       | 監督           | アニメーション プロデューサー                             | 備考                   |
| ------ | ---------------------------------------------- | -------------- | --------------------------------------------------------- | ---------------------- |
| 2002年 | マクロス ゼロ                                  | 河森正治       | 平井伸一 国崎久徳 佐藤道明                                |                        |
| 2006年 | HELLSING                                       | ところともかず | 稲村努（#1） 白井勝也（#2） 稲村努（#3） 渡嘉敷八起（#4） | 第4巻まで              |
| 2006年 | BALDR FORCE EXE RESOLUTION                     | 田中タカユキ   | N/A                                                       |                        |
| 2007年 | 創星のアクエリオン                             | 河森正治       | 葛西励                                                    |                        |
| 2010年 | エア・ギア 黒の羽と眠りの森 -Break on the sky- | 石平信司       | 山本俊一                                                  |                        |
| 2010年 | 娘クリ Nyan×2 Music Clip                       | N/A            | N/A                                                       |                        |
| 2011年 | FAIRY TAIL DVD付き特装版                       | 石平信司       | 川人憲治郎 中山浩太郎                                     | 共同制作：A-1 Pictures |
| 2015年 | 創勢のアクエリオンEVOL                         | 安田賢司       | 江口浩平 渡部雄介                                         |                        |

### Webアニメ
| 配信年 | タイトル                                  | 監督                                | アニメーション プロデューサー | 共同制作         |
| ------ | ----------------------------------------- | ----------------------------------- | ----------------------------- | ---------------- |
| 2015年 | ももくり                                  | 平池芳正                            | 金子文雄                      |                  |
| 2017年 | 夢王国と眠れる100人の王子様 Short Stories | 片貝慎                              | 石田健二郎 江口浩平           |                  |
| 2019年 | キャノン・バスターズ                      | ラショーン・トーマス（総） 名取孝浩 | 後藤史臣                      | ゆめ太カンパニー |

### ゲーム
| 発売年 | タイトル                         | 機種                                     | 備考                                   |
| ------ | -------------------------------- | ---------------------------------------- | -------------------------------------- |
| 2011年 | 戦律のストラタス                 | PlayStation Portable                     | アニメーションパート                   |
| 2011年 | ペルソナ2 罪                     | PlayStation Portable                     | 新規アニメーション                     |
| 2012年 | デビルサマナー ソウルハッカーズ  | ニンテンドー3DS                          | 新規アニメーション                     |
| 2012年 | 時と永遠 〜トキトワ〜            | PlayStation 3                            | アニメーションパート                   |
| 2012年 | エクストルーパーズ               | ニンテンドー3DS PlayStation 3            | プロモーションビデオ                   |
| 2013年 | マクロス30 銀河を繋ぐ歌声        | PlayStation 3                            | 新作アニメカット、アニメーションパート |
| 2013年 | トータル・イクリプス             | Microsoft Windows PlayStation 3 Xbox 360 | アニメーションパート、共同制作:ixtl    |
| 2016年 | 誰ガ為のアルケミスト             | Android iOS                              | オープニングアニメーション             |
| 2016年 | バンドやろうぜ!                  | Android iOS                              | オープニングアニメーション             |
| 2017年 | 戦姫絶唱シンフォギアXD UNLIMITED | Android iOS                              | オープニングアニメーション             |
| 2019年 | DAEMON X MACHINA                 | Nintendo Switch Microsoft Windows        | オープニングアニメーション             |

### 制作協力
| 年     | タイトル                                     | 制作元請                         |
| ------ | -------------------------------------------- | -------------------------------- |
| 1995年 | ビット・ザ・キューピッド                     | ビービー・プロダクション         |
| 1996年 | イーハトーブ幻想 〜KENjIの春                 | グループ・タック                 |
| 1997年 | セイバーマリオネットJ                        | スタジオジュニオ                 |
| 1997年 | パーフェクトブルー                           | マッドハウス                     |
| 1998年 | 聖ルミナス女学院                             | トライアングルスタッフ           |
| 1998年 | ブレンパワード                               | サンライズ                       |
| 2000年 | 劇場版 エスカフローネ                        | サンライズ                       |
| 2000年 | 天使禁猟区                                   | ハルフィルムメーカー             |
| 2000年 | BOYS BE…                                     | ハルフィルムメーカー             |
| 2001年 | バンパイアハンターD                          | マッドハウス                     |
| 2001年 | メトロポリス                                 | マッドハウス                     |
| 2004年 | 下級生2 〜瞳の中の少女たち〜                 | アームス                         |
| 2004年 | マインド・ゲーム                             | STUDIO 4℃                        |
| 2007年 | ロミオ×ジュリエット                          | GONZO                            |
| 2008年 | カイバ                                       | マッドハウス                     |
| 2010年 | アマガミSS                                   | AIC                              |
| 2011年 | IS 〈インフィニット・ストラトス〉            | エイトビット                     |
| 2011年 | カードファイト!! ヴァンガード                | トムス・エンタテインメント       |
| 2011年 | たまゆら〜hitotose〜                         | TYOアニメーションズ              |
| 2011年 | Persona4 the ANIMATION                       | AIC ASTA                         |
| 2011年 | 劇場版イナズマイレブンGO 究極の絆 グリフォン | OLM                              |
| 2012年 | ROAD TO NINJA -NARUTO THE MOVIE-             | ぴえろ                           |
| 2012年 | ひだまりスケッチ×ハニカム                    | シャフト                         |
| 2012年 | 遊☆戯☆王ZEXAL II                             | ぎゃろっぷ                       |
| 2013年 | 琴浦さん                                     | AIC Classic                      |
| 2013年 | D.C.III 〜ダ・カーポIII〜                    | 風見学園公式動画部               |
| 2014年 | 風雲維新ダイ☆ショーグン                      | ACGT、J.C STAFF                  |
| 2014年 | 東京喰種                                     | ぴえろ                           |
| 2016年 | 夏目友人帳 伍                                | 朱夏                             |
| 2017年 | 南鎌倉高校女子自転車部                       | ACGT、J.C STAFF                  |
| 2017年 | 夏目友人帳 陸                                | 朱夏                             |
| 2017年 | 月がきれい                                   | feel.                            |
| 2017年 | 劇場版 Fate/stay night [Heaven's Feel]       | ufotable                         |
| 2021年 | シン・エヴァンゲリオン劇場版𝄇                | カラー                           |
| 2022年 | 映画 五等分の花嫁                            | バイブリーアニメーションスタジオ |
| 2023年 | SYNDUALITY Noir                              | エイトビット                     |
| 2024年 | ヤマトよ永遠に REBEL3199                     | studio MOTHER                    |

## 同社スタッフ・OBが独立・起業・移籍した会社
- Debris札幌 - 旧札幌本社のスタッフが設立。
- CUE Inc - 元サテライトの撮影監督、久保田淳によって設立され
- GoHands - 制作の岸本鈴吾が第2スタジオ、大阪スタジオの一部スタッフらと共に独立し2008年に設立。
- エイトビット - 制作の葛西励が第1スタジオの一部スタッフらと共に独立し2008年に設立。
- フロンティアエンジン - 制作の櫻井一浩が2013年に設立[11]。
- ランチ・BOX - アニメーターの小美野雅彦がフリーランスを経て2017年に設立。
- つむぎ秋田アニメLab - アニメーターの櫻井司がグラフィニカを経て2017年に設立[12]。
- いなほ - 撮影監督の山根裕二郎が2017年に設立。
- スタジオKAI - 2019年にADKエモーションズの完全子会社として設立[13]。設立と同時に『戦姫絶唱シンフォギア』シリーズを制作したプロデューサー、主要アニメーター陣が同社作画部門に移籍している。
- iPSアニメーションスタジオ - 遊技機向けアニメーション制作を担当したPS部を母体とし2020年に設立[14]。